# ارواح مریخ
ارواح مریخ (به انگلیسی: Ghosts of Mars) فیلمی است محصول سال ۲۰۰۱ و به کارگردانی جان کارپنتر است. در این فیلم بازیگرانی همچون آیس کیوب، ناتاشا هنستریج، جیسون استاتهام، پم گریر، کلیا دووال، جوانا کسیدی، لیام ویت، دوین دیویس، رادنی ای گرانت، پیتر جیسون، واندا د خسوس و رابرت کارادین ایفای نقش کرده‌اند.